# Station Clondalkin/Fonthill
Station Clondalkin/Fonthill is een spoorwegstation in Clondalkin in het Ierse graafschap Dublin aan de westkant van de stad Dublin.  Het station ligt aan de  lijn Dublin - Cork en wordt bediend door de forenzentreinen tussen Dublin en Kildare. In de ochtendspits rijdt er vrijwel iedere tien minuten een trein richting Dublin, in de avondspits iedere tien minuten een trein uit Dublin. Buiten de spits rijdt er een trein per uur in beide richtingen. 
Het huidige station vervangt een eerder station Clondalkin dat ongeveer een kilometer naar het oosten lag. Dat station sloot in 2008. 
Tussen Clondalkin en Adamstown ligt het station Kishoge. Dit station is afgebouwd maar nog niet in bedrijf genomen.